# Salida basica

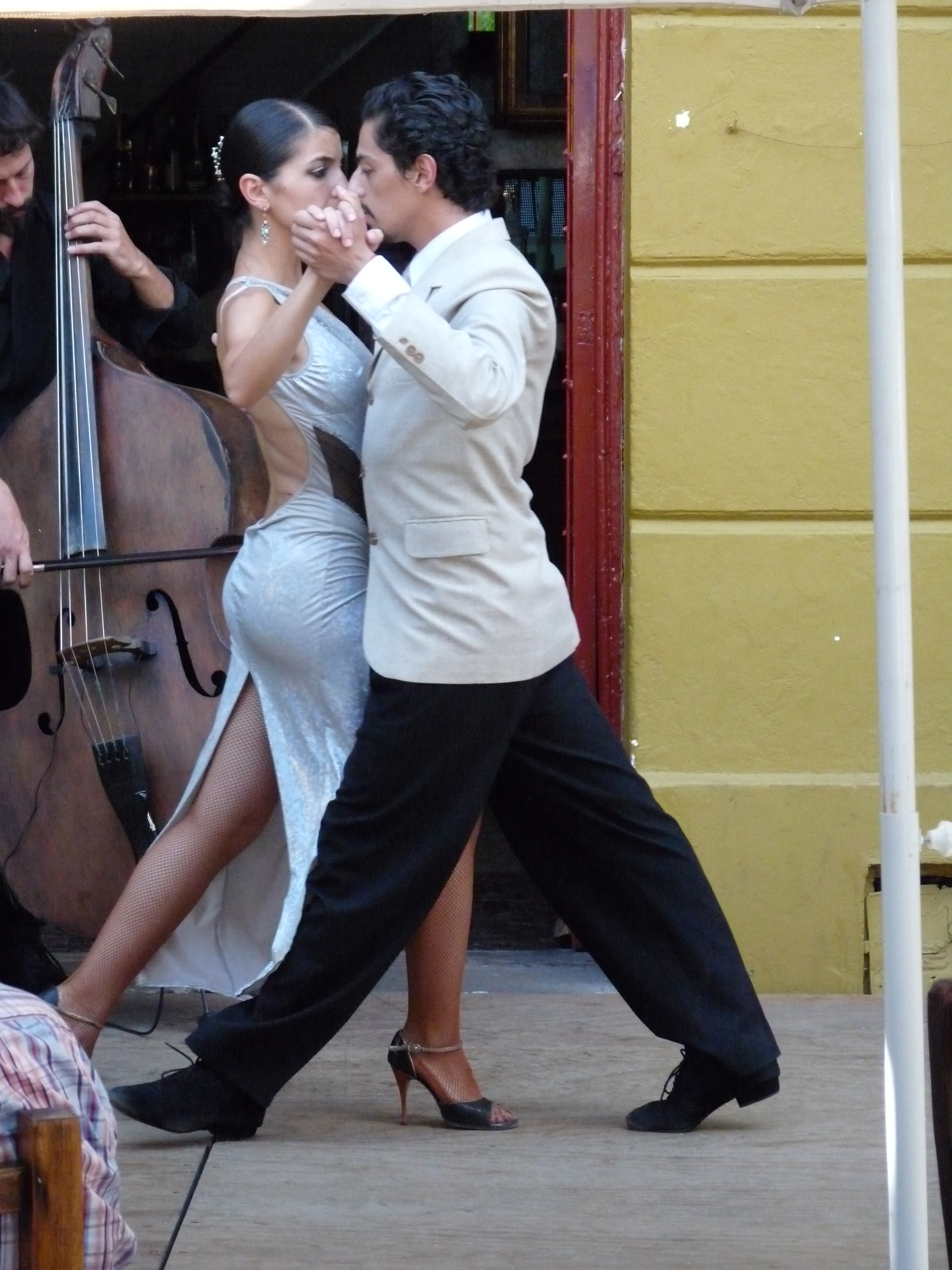
Ballerini di tango

La salida basica o "base" è una figura prestabilita di otto passi tipica del tango argentino.

## Forma
La salida basica viene utilizzata come sequenza didattica iniziale per far apprendere al ballerino come ci si muove e come si costruisce la coreografia di un pezzo.
Il tango è costituito da un ritmo di 4/4, ed un frase musicale contiene 2 tempi (4+4), viene da sé quindi che la salida basica è stata pensata proprio per essere iniziata e finita all'interno della stessa frase.
Sulla salida basica, partendo da un punto o da un altro viene costruito il resto del ballo, inserendo altre figure del tango, avendo però cura nel terminare la sequenza all'interno degli 8 tempi.

## Didattica
La salida basica fa parte di uno dei primi sistemi di insegnamento del tango argentino, si pensa derivato dalla didattica dei balli in voga ai primi del '900 in Europa, e nel tempo mantenuta per le sue intrinseche qualità che sono la facilità di apprendimento e di insegnamento.
Proprio per queste sue caratteristiche fu utilizzata per i corsi in videocassetta che, in parte, hanno contribuito a trasmettere e diffondere il tango argentino nel Mondo.
I nomi attribuiti dagli autori delle sequenze registrate, infatti, sono ormai utilizzati ovunque per indicarle nelle scuole.
Dalla fine del '900 si sta però abbandonando la logica della "sequenza" per abbracciare quello che è davvero lo spirito dell'improvvisazione tipico del tango, grazie anche al diffondersi di uno studio più approfondito delle dinamiche dei movimenti del tango. 
Questo studio, che si riflette sia nel ballo sia nella didattica delle scuole, prende il nome di tango nuevo o destrutturato.

## Sequenza
La descrizione della sequenza di passi è necessariamente approssimativa; le sfumature e le posizioni delle diverse parti del corpo - tronco, gambe - sono altrettanto importanti della semplice sequenza di passi. Inoltre il linguaggio verbale è molto limitato e inadatto per descrivere i movimenti del corpo. Altri sistemi esistono per esprimere coreografie, come la notazione Laban (Labanotation o Kinetographie Laban) creata nel 1928 da Rudolf Laban.

### Leader
- 1) piede destro indietro
- 2) piede sinistro laterale a sinistra
- 3) piede destro avanti esterno al follower
- 4) piede sinistro avanti
- 5) piede destro va accanto al sinistro (cambio peso)
- 6) piede sinistro avanti
- 7) piede destro laterale a destra
- 8) piede sinistro va accanto al destro

### Follower
- 1) piede sinistro avanti
- 2) piede destro laterale a destra
- 3) piede sinistro indietro
- 4) piede destro indietro
- 5) piede sinistro va all'indietro fino ad incrociare davanti al destro (cambio peso)
- 6) piede destro indietro
- 7) piede sinistro laterale a sinistra
- 8) piede destro va accanto al sinistro

## Galleria d'immagini

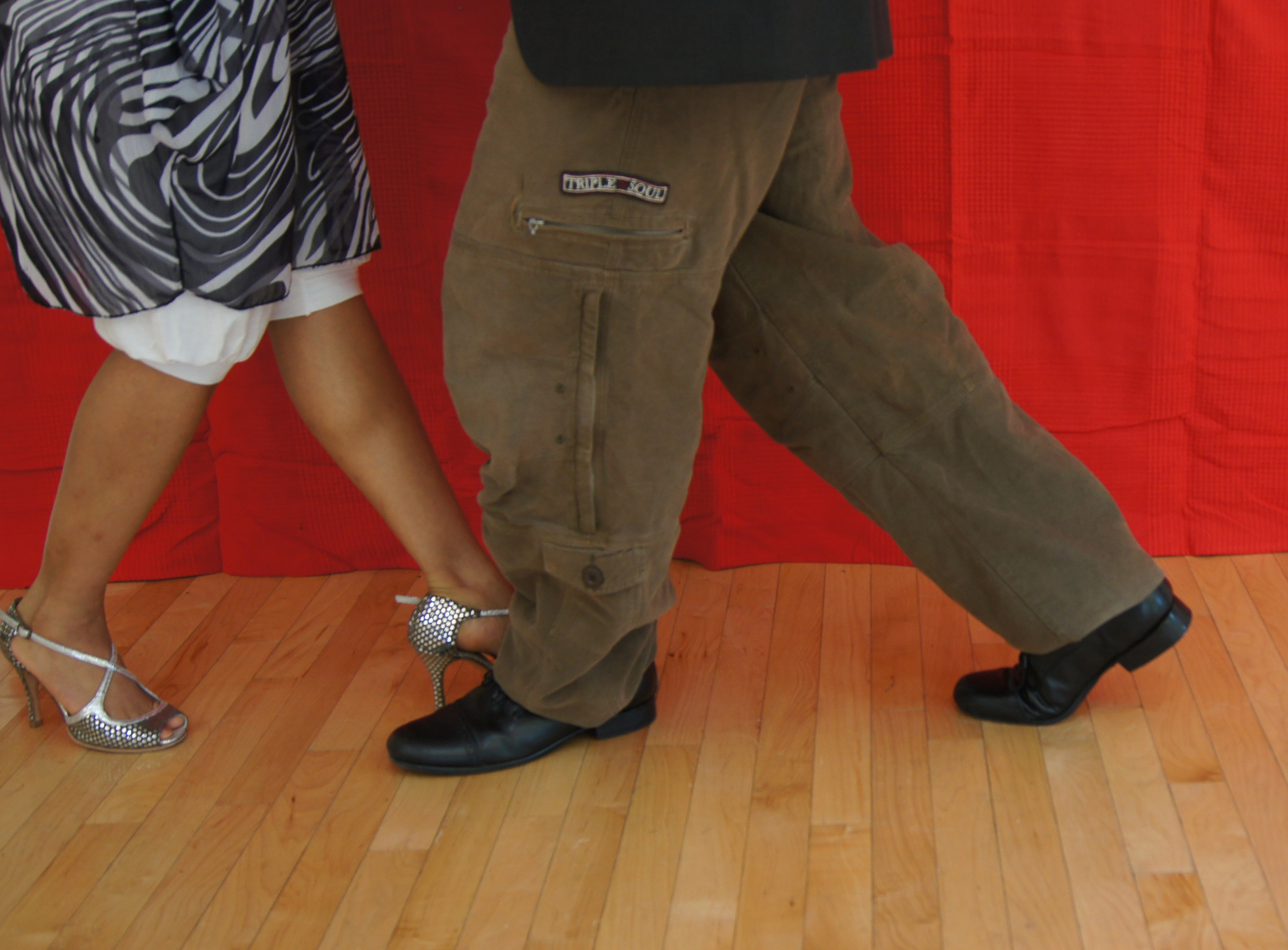
Passo 1
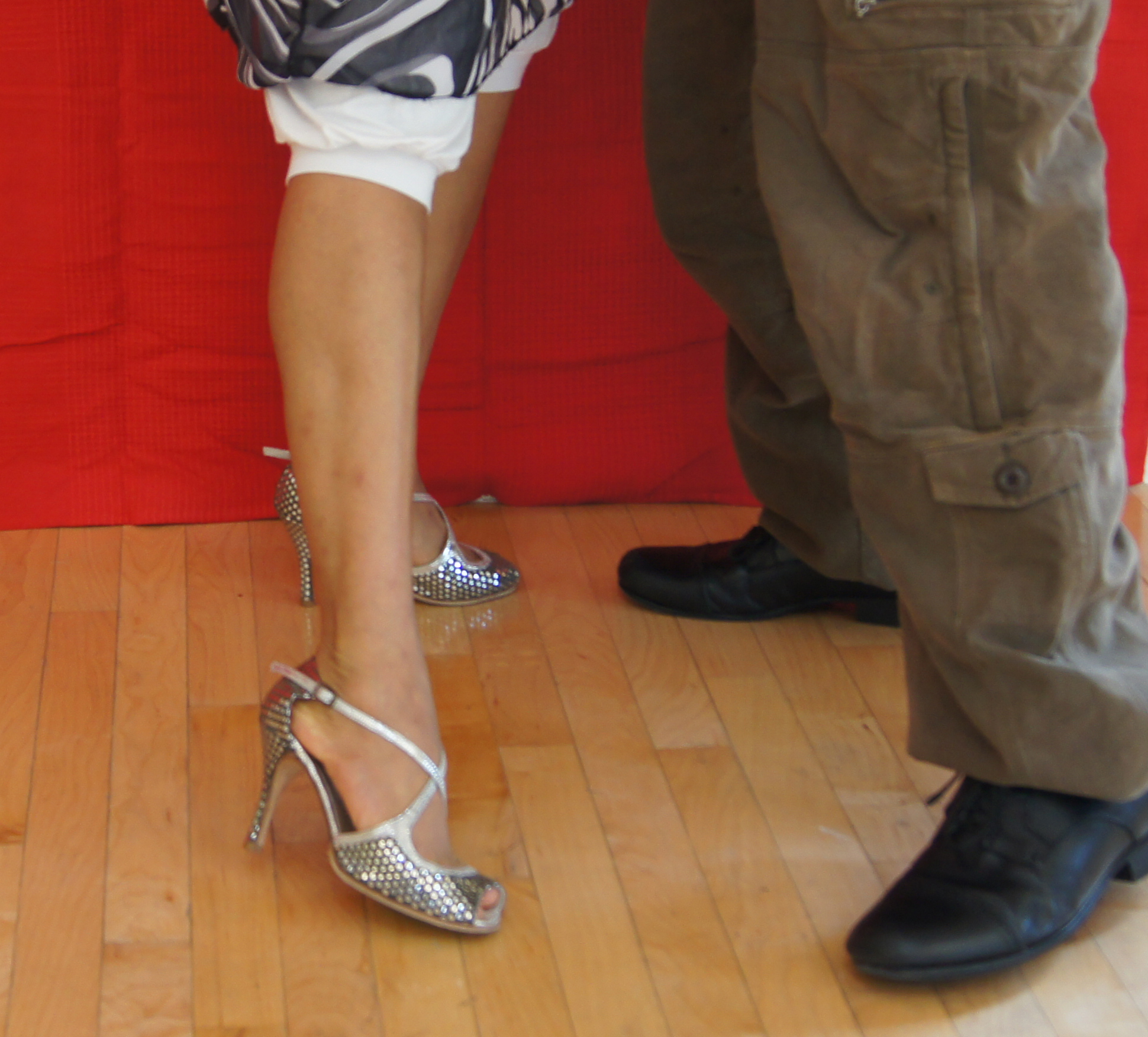
Passo 2
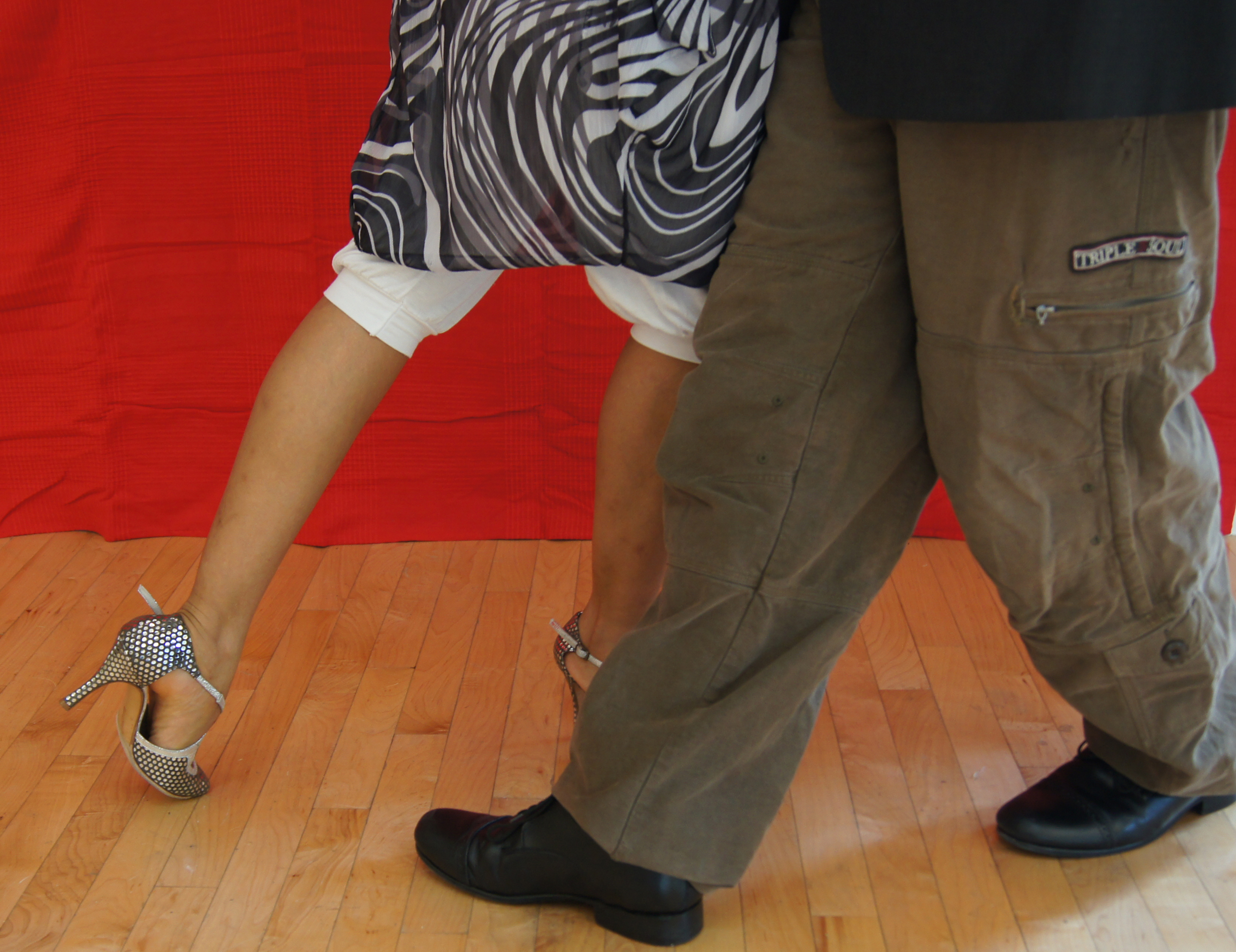
Passo 3
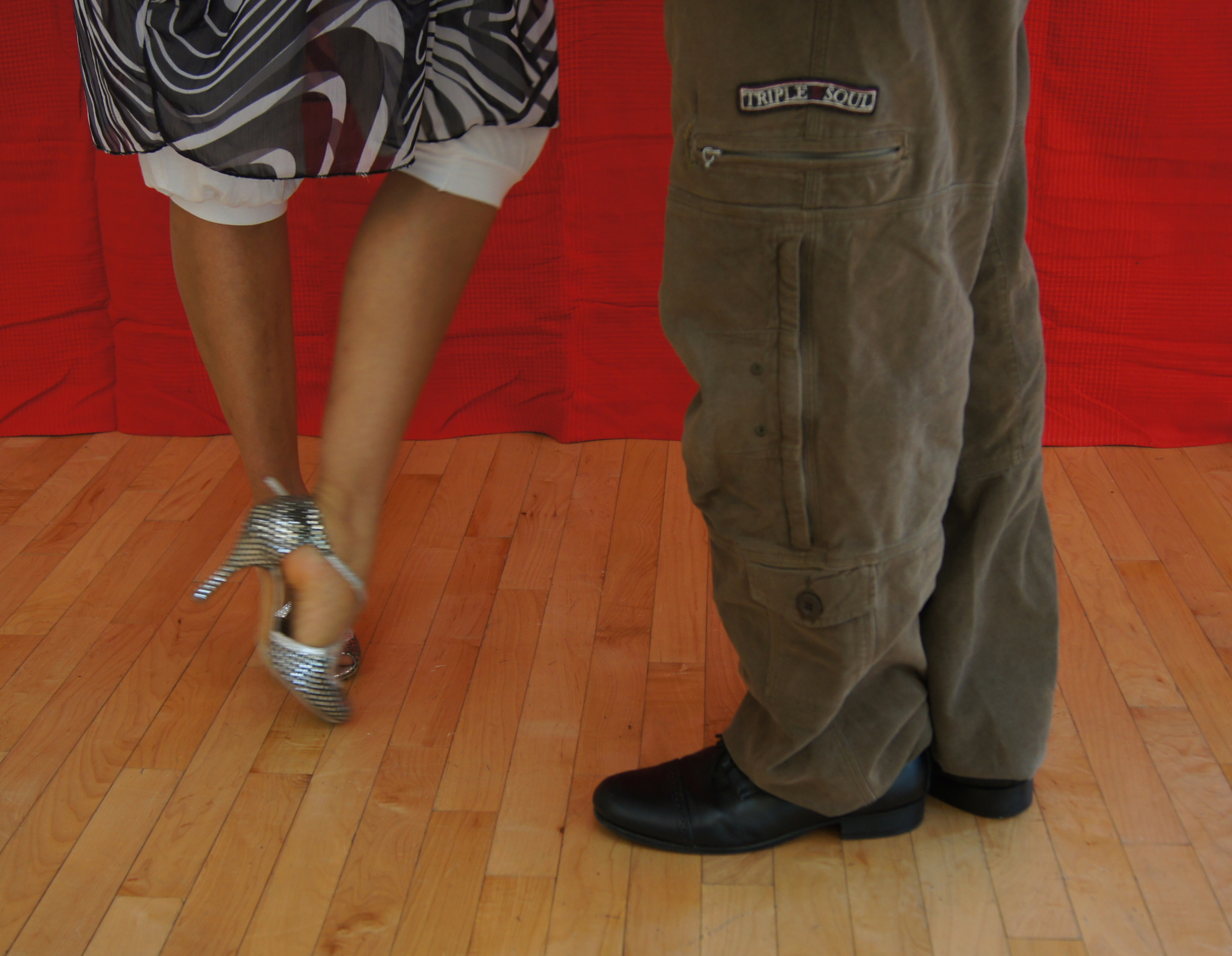
Passo 5
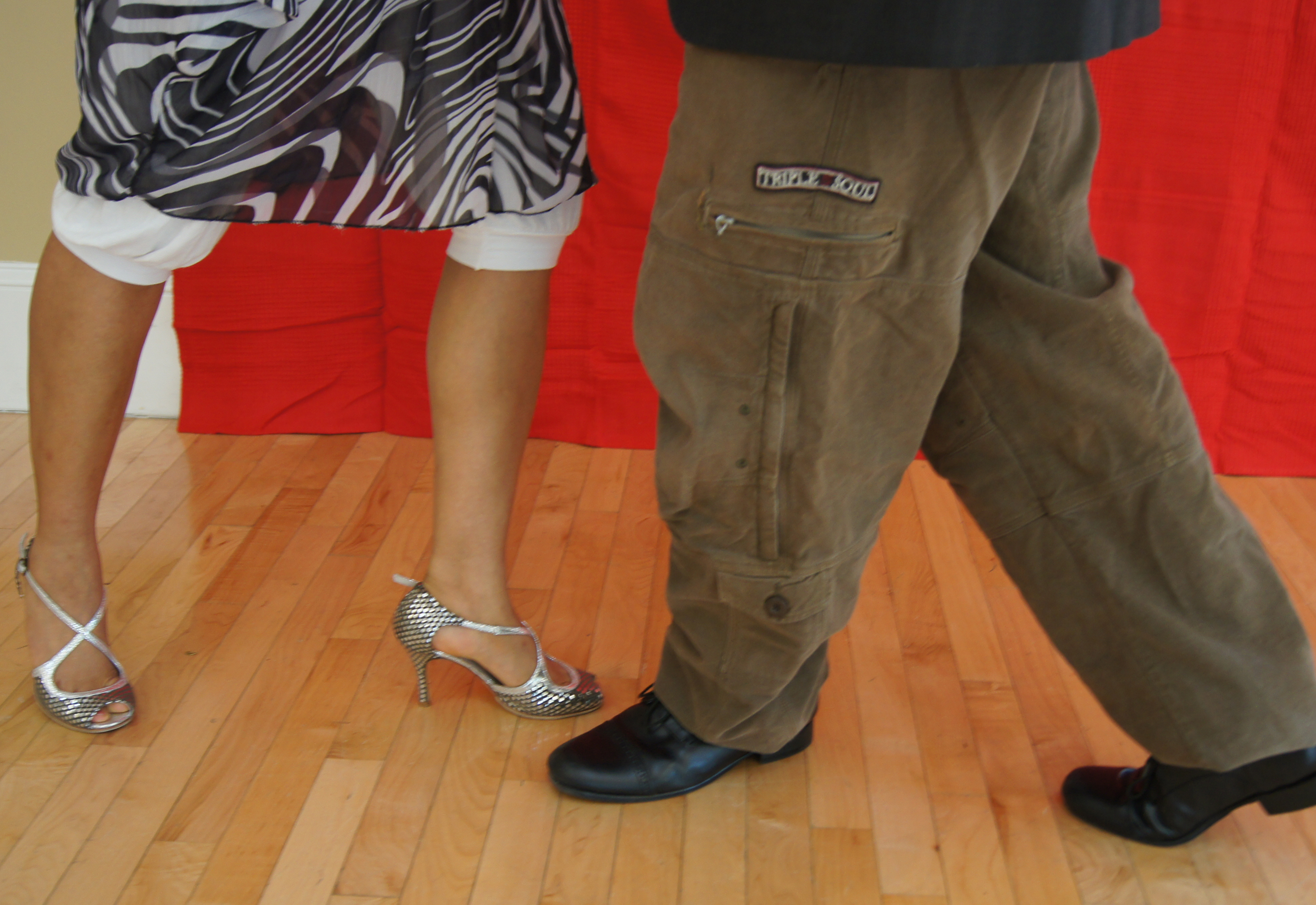
Passo 6
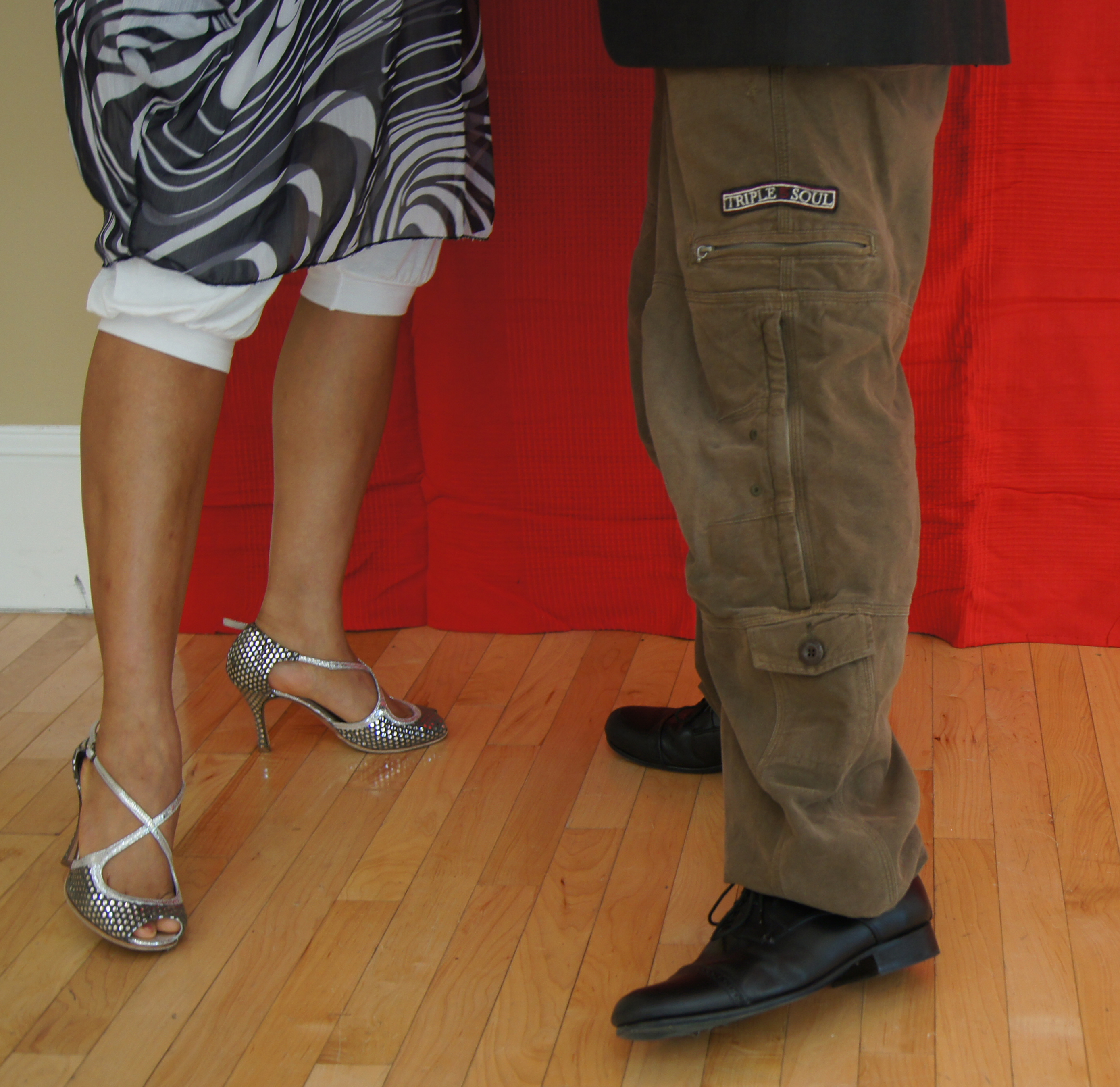
Passo 7